# Schweizer Cup (Fussball, Männer) 2017/18
Der 93. Schweizer Cup (Helvetia Schweizer Cup) wurde in den Jahren 2017 und 2018 ausgetragen. Der FC Zürich gewann ihn.

## Modus
Es wurden sechs Runden (1/32-, 1/16-, 1/8-, 1/4- und 1/2-Final, Final) gespielt.
Zehn Vereine aus der Super League und neun Mannschaften der Challenge League qualifizierten sich direkt für den Schweizer Cup. Zudem qualifizierten sich in Vorqualifikationen und Regionalausscheidungen 22 Vereine aus der ersten Liga (9 Vereine aus Promotion League und 9 Vereine aus 1. Liga), 14 Vereine aus der 2. Liga interregional, 12 Vereine aus Amateurligen. Der letzte Platz ging an den Suva-Fairplay-Trophy-Sieger.
Mannschaften aus dem Fürstentum Liechtenstein sind nicht teilnahmeberechtigt, da die Liechtensteiner Clubs zwar am Schweizer Meisterschaftsbetrieb teilnehmen, aber im eigenständigen Liechtensteiner Cup starten. Dies betraf auch den Challenge-League-Club FC Vaduz. Sein Platz ging an die Erste Liga (Promotion League und 1. Liga). Zudem waren die U-21-Mannschaften aus der Promotion League nicht spielberechtigt, genauso wie sämtliche weiteren Reserve-Teams. Wenn ein Reserve-Team eine Regionalausscheidung gewonnen hat, bekommt die erste Mannschaft den Startplatz im Schweizer Cup zugesprochen, es sei denn, die erste Mannschaft sei bereits für den Wettbewerb qualifiziert. Wenn dies der Fall ist, erhält der Finalgegner der Regionalausscheidung den Startplatz.
Der Schweizer Cup wird im K.-o.-System ausgetragen. In der Regel wird jede Runde innert zwei Tagen gespielt. Die unterklassigen Mannschaften geniessen bis zur 3. Runde (Achtelfinals) das Heimrecht.
- 1. Runde (12. und 13. August 2017): 64 Teams, die Sieger waren für die 1/16-Finals qualifiziert.
- 2. Runde (15. bis 17. September 2017): 32 Teams, die Sieger waren für die Achtelfinals qualifiziert.
- Achtelfinals (25. und 26. Oktober 2017): 16 Teams, die Sieger waren für die Viertelfinals qualifiziert.
- Viertelfinals (29. und 30. November 2017): 8 Teams, die Sieger waren für die Halbfinals qualifiziert.
- Halbfinals (28. Februar und 1. März): 4 Teams, die Sieger qualifizierten sich für das Endspiel.
- Final (27. Mai 2018 in Bern): Der Sieger gewann den 93. Schweizer Cup.[3]

Der Cupsieger erhielt das Startrecht in der Gruppenphase zur UEFA Europa League 2018/19. Wäre der Cupsieger bereits über die Super League für die UEFA Champions League oder deren Qualifikationsrunden qualifiziert gewesen, so wäre der Dritte der Super-League-Abschlusstabelle von der Qualifikation in die Gruppenphase gerückt und hätte der Fünfte als zusätzlicher Teilnehmer den freien Platz in der Qualifikation erhalten.

## Teilnehmende Mannschaften
Am Schweizer Cup nahmen insgesamt 64 Mannschaften teil.
| Raiffeisen Super League die 10 Vereine der Saison 2017/18 | Brack.ch Challenge League 9 Vereine der Saison 2017/18 | Promotion League 9 Vereine der Saison 2017/18 | 1. Liga 9 Vereine der Saison 2017/18 | 2. Liga interregional 14 Vereine der Saison 2017/18 | tiefere Spielklassen 13 Vereine der Saison 2017/18 |
| FC Basel (BS) Grasshopper Zürich (ZH) FC Lausanne-Sport (VD) FC Lugano (TI) FC Luzern (LU) FC Sion (VS) FC St. Gallen (SG) FC Thun (BE) BSC Young Boys (BE) FC Zürich (ZH) | FC Aarau (AG) FC Chiasso (TI) Servette FC Genève (GE) Neuchâtel Xamax FCS (NE) FC Rapperswil-Jona (SG) FC Schaffhausen (SH) FC Wil (SG) FC Winterthur (ZH) FC Wohlen (AG) | FC Bavois (VD) FC Breitenrain (BE) SC Brühl St. Gallen (SG) FC Köniz (BE) SC Kriens (LU) FC Stade Lausanne-Ouchy (VD) Stade Nyonnais (VD) BSC Old Boys (BS) SC YF Juventus (ZH) | FC Baden (AG) FC Bassecourt (JU) SR Delémont (JU) SC Düdingen (FR) FC Echallens (VD) FC Kosova (ZH) FC Münsingen (BE) FC Schötz (LU) FC Wettswil-Bonstetten (ZH) | FC Altdorf (UR) FC Biel-Bienne (BE) FC Bulle (FR) FC Chippis (VS) CS Interstar Genf (GE) FC Hergiswil (NW) FC Kreuzlingen (TG) FC Linth 04 (GL) FC Locarno (TI) NK Pajde Möhlin (AG) Stade Payerne (VD) CS Romont (FR) FC Rüti (ZH) AC Taverne (TI) | 2. Liga regional FC Arbon 05 (TG) Concordia Basel (BS) FC Bassersdorf (ZH) FC Bellach (SO) FC Wyler Bern (BE) FC Gambarogno-Contone (TI) FC Béroche-Gorgier (NE) FC Gränichen (AG) ES Malley Lausanne (VD) FC Vernier (GE) FC Wängi (TG) 3. Liga FC Hausen am Albis (ZH) 5. Liga US Montfaucon * (JU) |

## 1. Runde
In der ersten Runde können die Mannschaften aus der Super League und der Challenge League gemäss Reglement nicht aufeinandertreffen. Die Mannschaft aus der niedrigeren Liga erhält den Heimvorteil, bei zwei Mannschaften aus der gleichen Liga bekommt ihn die erstgezogene. Die Spielpaarungen der 1. Runde wurden am Mittwoch, 28. Juni 2017, um 19 Uhr im Haus des Fussballs in Muri bei Bern ausgelost. Der 21:0-Auswärtssieg von Neuchâtel Xamax FCS beim FC Union-Sportive Montfaucon war der höchste Sieg in der Geschichte des Schweizer Cups.
| Datum                      |                                   | Ergebnis                         |                              |
| -------------------------- | --------------------------------- | -------------------------------- | ---------------------------- |
| 12. August 2017, 16:00 Uhr | FC Union-Sportive Montfaucon (5.) | 10:21 (0:11) 1                   | Neuchâtel Xamax FCS (ChL)    |
| 12. August 2017, 16:00 Uhr | FC Bassersdorf 1 (2.)             | 2:1 n. V. (1:1, 0:0)             | AC Taverne (2. Int.)         |
| 12. August 2017, 16:30 Uhr | FC Stade-Payerne (2. Int.)        | 1:2 (1:2)                        | FC Thun (SL)                 |
| 12. August 2017, 16:30 Uhr | SC Brühl St. Gallen (PL)          | 0:1 n. V.                        | FC Chiasso (ChL)             |
| 12. August 2017, 16:30 Uhr | FC Biel (2. Int.)                 | 3:1 (1:0)                        | FC Bavois (PL)               |
| 12. August 2017, 17:00 Uhr | FC Linth 04 (2. Int.)             | 4:0 (2:0)                        | FC Wohlen (ChL)              |
| 12. August 2017, 17:00 Uhr | FC Breitenrain (PL)               | 0:3 (0:1)                        | BSC Young Boys (SL)          |
| 12. August 2017, 17:00 Uhr | FC Altdorf (2. Int)               | 0:6 (0:1)                        | Servette FC (ChL)            |
| 12. August 2017, 17:00 Uhr | FC Vernier (2.)                   | 0:3 (0:1)                        | FC Stade Nyonnais (PL)       |
| 12. August 2017, 17:45 Uhr | SC Kriens (PL)                    | 20:1 (0:0) 2                     | FC Luzern (SL)               |
| 12. August 2017, 18:00 Uhr | FC Arbon 05 (2.)                  | 0:7 (0:2)                        | FC Wil 1900 (ChL)            |
| 12. August 2017, 18:00 Uhr | FC Concordia Basel (2.)           | 2:7 (0:3)                        | BSC Old Boys (PL)            |
| 12. August 2017, 18:00 Uhr | FC Wängi (2.)                     | 0:1 (0:0)                        | SR Delémont (1.)             |
| 12. August 2017, 18:00 Uhr | FC Hausen am Albis (3.)           | 1:5 (1:3)                        | FC Hergiswil (2. Int.)       |
| 12. August 2017, 18:00 Uhr | ES FC Malley LS (2.)              | 0:14 (0:9)                       | FC Stade Lausanne-Ouchy (PL) |
| 12. August 2017, 18:00 Uhr | FC Bellach (2.)                   | 0:4 (0:4)                        | FC Köniz (PL)                |
| 12. August 2017, 18:30 Uhr | FC Bassecourt (1.)                | 0:6 (0:0)                        | FC Lugano (SL)               |
| 12. August 2017, 19:00 Uhr | CS Interstar (2. Int.)            | 2:2 n. V. (2:2, 2:0) (6:7 i. E.) | FC Schötz (1. L)             |
| 12. August 2017, 19:30 Uhr | NK Pajde (2. Int.)                | 1:3 (1:1)                        | FC Lausanne-Sport (SL)       |
| 13. August 2017, 13:00 Uhr | FC Gränichen (2.)                 | 1:9 (1:6)                        | FC Sion (SL)                 |
| 13. August 2017, 14:30 Uhr | FC Wettswil-Bonstetten (1.)       | 0:2 (0:1)                        | FC Basel 1893 (SL)           |
| 13. August 2017, 14:30 Uhr | FC Kreuzlingen (2. Int.)          | 3:4 (2:1)                        | FC Rapperswil-Jona (ChL)     |
| 13. August 2017, 14:30 Uhr | FC Münsingen (1.)                 | 5:1 (1:1)                        | SC Düdingen (1.)             |
| 13. August 2017, 14:30 Uhr | FC Chippis (2. Int.)              | 0:10 (0:6)                       | FC Zürich (SL)               |
| 13. August 2017, 15:00 Uhr | FC Rüti (2. Int.)                 | 0:5 (0:2)                        | FC Schaffhausen (ChL)        |
| 13. August 2017, 15:00 Uhr | CS Romontois (2. Int.)            | 0:10 (0:5)                       | Grasshopper Club Zürich (SL) |
| 13. August 2017, 15:00 Uhr | FC Béroche-Gorgier I (2.)         | 1:4 n. V. (1:1, 0:0)             | FC Kosova (1.)               |
| 13. August 2017, 15:00 Uhr | FC Bulle (2. Int.)                | 1:2 n. V. (1:1, 1:1)             | SC YF Juventus (PL)          |
| 13. August 2017, 15:00 Uhr | FC Wyler (2.)                     | 2:2 n. V. (2:2, 1:0) (6:7 i. E.) | FC Locarno (2. Int.)         |
| 13. August 2017, 15:30 Uhr | FC Echallens (1.)                 | 2:1 (1:0)                        | FC Aarau (ChL)               |
| 13. August 2017, 16:00 Uhr | FC Baden (1.)                     | 3:8 (1:4)                        | FC St. Gallen (SL)           |
| 13. August 2017, 16:30 Uhr | FC Gambarogno-Contone (2.)        | 1:6 (0:5)                        | FC Winterthur (ChL)          |

## 2. Runde
In der zweiten Runde können die Mannschaften aus der Super League nicht aufeinandertreffen. Die Mannschaft aus der niedrigeren Liga erhält den Heimvorteil, bei zwei Mannschaften aus der gleichen Liga bekommt ihn die erstgezogene. Die Spielpaarungen wurden am 13. August 2017 in der Sendung Schweizer Cup – Goool auf SRF zwei durch Marc Wehrli, den Captain des FC Gränichen, ausgelost.
| Datum                         |                              | Ergebnis                         |                              |
| ----------------------------- | ---------------------------- | -------------------------------- | ---------------------------- |
| 15. September 2017, 19:30 Uhr | FC Hergiswil (2. Int.)       | 1:3 (1:2)                        | FC Schötz (1.)               |
| 16. September 2017, 16:00 Uhr | YF Juventus (PL)             | 1:3 (1:1)                        | FC Lausanne-Sport (SL)       |
| 16. September 2017, 16:00 Uhr | FC Stade Lausanne-Ouchy (PL) | 2:1 n. V. (1:1, 0:0)             | FC Sion (SL)                 |
| 16. September 2017, 16:00 Uhr | FC Bassersdorf (2.)          | 0:3 (0:1)                        | FC Zürich (SL)               |
| 16. September 2017, 17:30 Uhr | FC Münsingen (1.)            | 1:0 (1:0)                        | FC Schaffhausen (ChL)        |
| 16. September 2017, 18:00 Uhr | Servette FC (ChL)            | 0:1 (0:0)                        | FC Luzern (SL)               |
| 16. September 2017, 18:00 Uhr | FC Kosova (1.)               | 1:3 (0:2)                        | FC Rapperswil-Jona (ChL)     |
| 16. September 2017, 18:30 Uhr | FC Locarno (2. Int.)         | 1:4 (1:2)                        | Stade Nyonnais (PL)          |
| 17. September 2017, 14:00 Uhr | FC Linth 04 (2. Int.)        | 1:1 n. V. (1:1, 0:1) (3:4 i. E.) | FC St. Gallen (SL)           |
| 17. September 2017, 14:00 Uhr | SR Delémont (1.)             | 4:2 (2:0)                        | FC Winterthur (ChL)          |
| 17. September 2017, 14:30 Uhr | FC Köniz (PL)                | 0:1 (0:0)                        | FC Lugano (SL)               |
| 17. September 2017, 15:00 Uhr | BSC Old Boys (PL)            | 0:4 (0:2)                        | BSC Young Boys (SL)          |
| 17. September 2017, 15:00 Uhr | FC Wil 1900 (ChL)            | 0:3 (0:2)                        | FC Thun (SL)                 |
| 17. September 2017, 15:30 Uhr | FC Biel-Bienne (2. Int.)     | 0:5 (0:1)                        | Grasshopper Club Zürich (SL) |
| 17. September 2017, 15:30 Uhr | FC Echallens (1.)            | 3:2 n. V. (2:2, 0:1)             | Neuchâtel Xamax FCS (ChL)    |
| 17. September 2017, 16:00 Uhr | FC Chiasso (ChL)             | 0:1 (0:0)                        | FC Basel (SL)                |

## Achtelfinal
Im Achtelfinal werden die Partien ohne Bedingungen gezogen, d. h. jede Mannschaft kann auf jede andere Mannschaft treffen. Die Mannschaft aus der niedrigeren Liga erhält das Heimrecht, bei zwei Mannschaften aus der gleichen Liga bekommt es die erstgezogene. Die Spielpaarungen wurden am 17. September 2017 in der Sendung Schweizer Cup – Goool auf SRF zwei durch Mario Eggimann ausgelost.
| Datum                       |                              | Ergebnis              |                              |
| --------------------------- | ---------------------------- | --------------------- | ---------------------------- |
| 24. Oktober 2017, 20:00 Uhr | FC Stade Lausanne-Ouchy (PL) | 1:4 (1:2)             | FC Zürich (SL)               |
| 25. Oktober 2017, 19:15 Uhr | Stade Nyonnais (PL)          | 1:3 (1:2)             | FC Thun (SL)                 |
| 25. Oktober 2017, 19:30 Uhr | FC Münsingen (1.)            | 0:3 (0:0)             | BSC Young Boys (SL)          |
| 25. Oktober 2017, 20:00 Uhr | FC Rapperswil-Jona (ChL)     | 1:2 (1:1)             | FC Basel (SL)                |
| 25. Oktober 2017, 20:30 Uhr | FC Lausanne-Sport (SL)       | 0:1 (0:0)             | Grasshopper Club Zürich (SL) |
| 26. Oktober 2017, 19:30 Uhr | FC Schötz (1.)               | 2:3 n. V. (1:1) (0:0) | FC Lugano (SL)               |
| 26. Oktober 2017, 20:00 Uhr | FC Echallens (1.)            | 2:3 (1:1)             | FC Luzern (SL)               |
| 26. Oktober 2017, 20:15 Uhr | SR Delémont (1.)             | 1:2 (1:0)             | FC St. Gallen (SL)           |

## Viertelfinal
Auch im Viertelfinal werden die Partien ohne Bedingungen gezogen, d. h. jede Mannschaft kann auf jede andere Mannschaft treffen. Heimrecht hat im Viertel- und Halbfinal die erstgezogene Mannschaft. Die Spielpaarungen wurden am 26. Oktober 2017 in der Sendung Schweizer Cup – Goool auf SRF zwei durch Gürkan Sermeter ausgelost.
| Datum                        |                     | Ergebnis              |                              |
| ---------------------------- | ------------------- | --------------------- | ---------------------------- |
| 29. November 2017, 19:30 Uhr | FC Zürich (SL)      | 4:3 (0:2)             | FC Thun (SL)                 |
| 29. November 2017, 19:30 Uhr | FC Basel (SL)       | 2:1 (1:1)             | FC Luzern (SL)               |
| 30. November 2017, 20:15 Uhr | BSC Young Boys (SL) | 2:1 (1:0)             | FC St. Gallen (SL)           |
| 30. November 2017, 20:15 Uhr | FC Lugano (SL)      | 0:0 n. V. (1:3 i. E.) | Grasshopper Club Zürich (SL) |

## Halbfinal
Die Spielpaarungen wurden am 30. November 2017 in der Sendung Schweizer Cup – Goool auf SRF zwei durch Benjamin Huggel ausgelost.
| Datum                       |                     | Ergebnis  |                              |
| --------------------------- | ------------------- | --------- | ---------------------------- |
| 27. Februar 2018, 20:15 Uhr | BSC Young Boys (SL) | 2:0 (0:0) | FC Basel (SL)                |
| 28. Februar 2018, 20:15 Uhr | FC Zürich (SL)      | 2:1 (1:1) | Grasshopper Club Zürich (SL) |

## Final
| Paarung        | FC Zürich – BSC Young Boys |
| Ergebnis       | 2:1 (1:0) |
| Datum          | 27. Mai 2018 um 14:00 Uhr |
| Stadion        | Stade de Suisse, Bern |
| Zuschauer      | 30'000 |
| Schiedsrichter | Adrien Jaccottet |
| Tore           | 1:0 Michael Frey (11.) 2:0 Antonio Marchesano (74.) 2:1 Miralem Sulejmani (80.) |
| FC Zürich      | Yanick Brecher – Rasmus Thelander, Cédric Brunner, Mirlind Kryeziu – Victor Pálsson – Kevin Rüegg, Antonio Marchesano (78. Marco Schönbächler), Toni Domgjoni (46. Pape Sangoné Sarr), Pa Modou Jagne – Adrian Winter, Michael Frey (92. Roberto Rodríguez) Cheftrainer: Ludovic Magnin                    |
| BSC Young Boys | Marco Wölfli – Jordan Lotomba (46. Thorsten Schick), Steve von Bergen, Kasim Adams Nuhu, Loris Benito (76. Nicolas Moumi Ngamaleu) – Miralem Sulejmani, Leonardo Bertone, Sékou Sanogo, Christian Fassnacht – Guillaume Hoarau, Roger Assalé (59. Jean-Pierre Nsame) Cheftrainer: Adi Hütter ( Österreich) |